# 侯坤
侯坤（1980年1月—），中华人民共和国政治人物、医学家。

## 生平
2004年，毕业于同济大学医学院临床医学专业。2012年起，侯坤先后被选拔为第七批援疆技术人才（一年半）、第八批援藏干部（三年期），致力于推动新疆、西藏地区的卫生事业发展。2012年，他在新疆喀什地区莎车县人民医院担任普外科副主任，使莎车县人民医院的三四级手术达到新疆维吾尔自治区领先水平。2016年6月起，他在西藏自治区江孜县担任县卫生局副局长、卫生服务中心主任、县人民医院院长。落实7个援藏项目，新建现代化的江孜县藏医院、县疾控中心。返回上海后，他担任上海市浦东新区光明中医医院党委副书记、纪委书记。2020年，共青团中央评选其为2020年“全国向上向善好青年”。2020年3月，随着境外COVID-19疫情压力激增，侯坤担任上海浦东最大集中观察点（一号、五号、九号）的总负责人，是上海东大门的集中医学观察点领队。
因在脱贫攻坚战中作出突出贡献，2021年2月25日全国脱贫攻坚总结表彰大会上，侯坤被授予“全国脱贫攻坚先进个人”。